# Onze-Lieve-Vrouw Visitatiekerk (Budel)
De O.L.V. Visitatiekerk  is een kerk in het centrum van de Noord-Brabantse plaats Budel. Het is een neogotische driebeukige kruisbasiliek met een toren aan de voorkant. De ingang  heeft een wimberg met pinakels. De kerk is ontworpen door architect Caspar Franssen. Het neogotische interieur wordt gedekt door kruisribgewelven. De O.L.V. Visitatiekerk heeft gebrandschilderde ramen en op het altaar een drieluikje met een schrijn van O.L.V. Visitatie. De kerk is een rijksmonument. De toren is voorzien van vier flankerende torentjes.
Bij de kerk staat een Heilig Hartbeeld (1930) van Jan Custers.

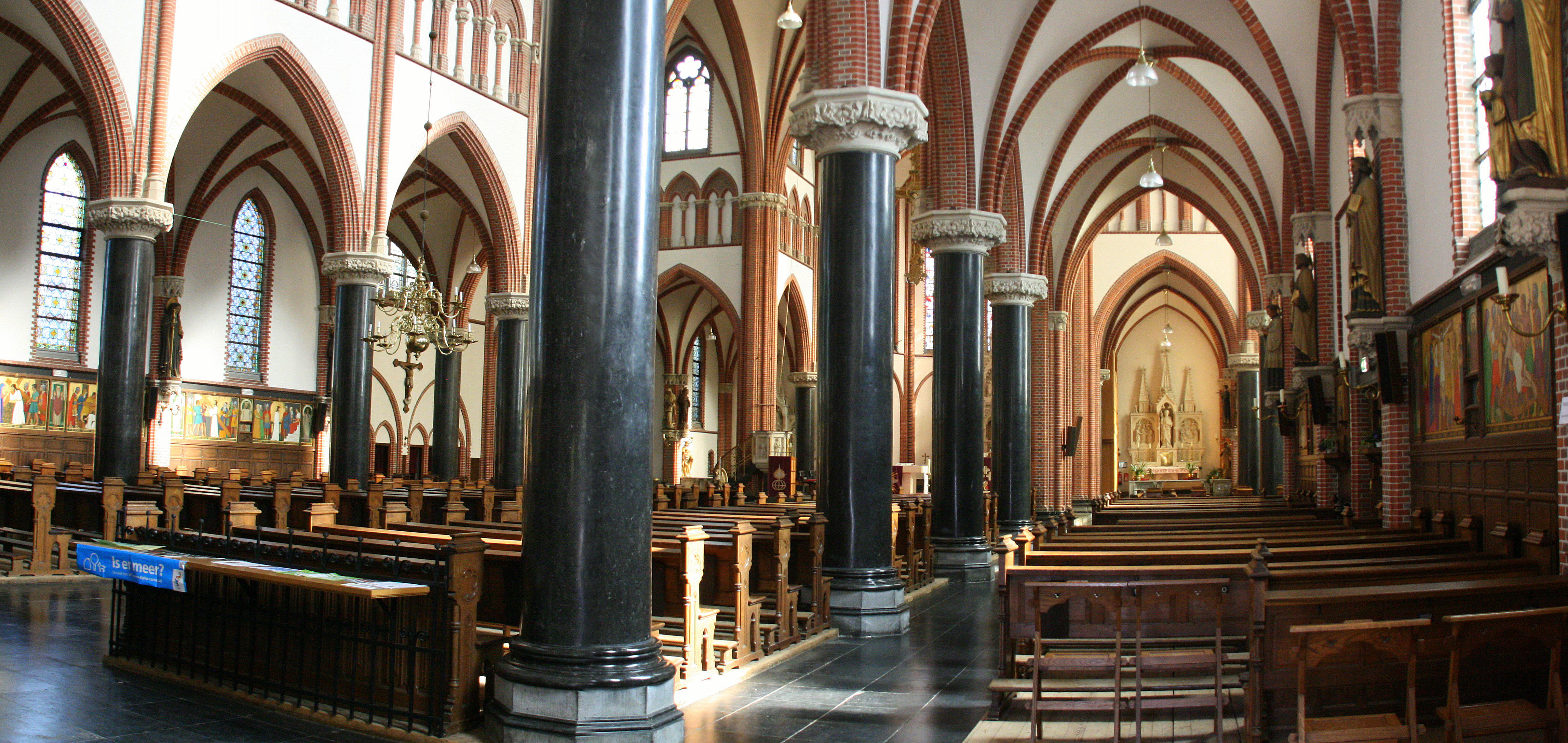
Interieur
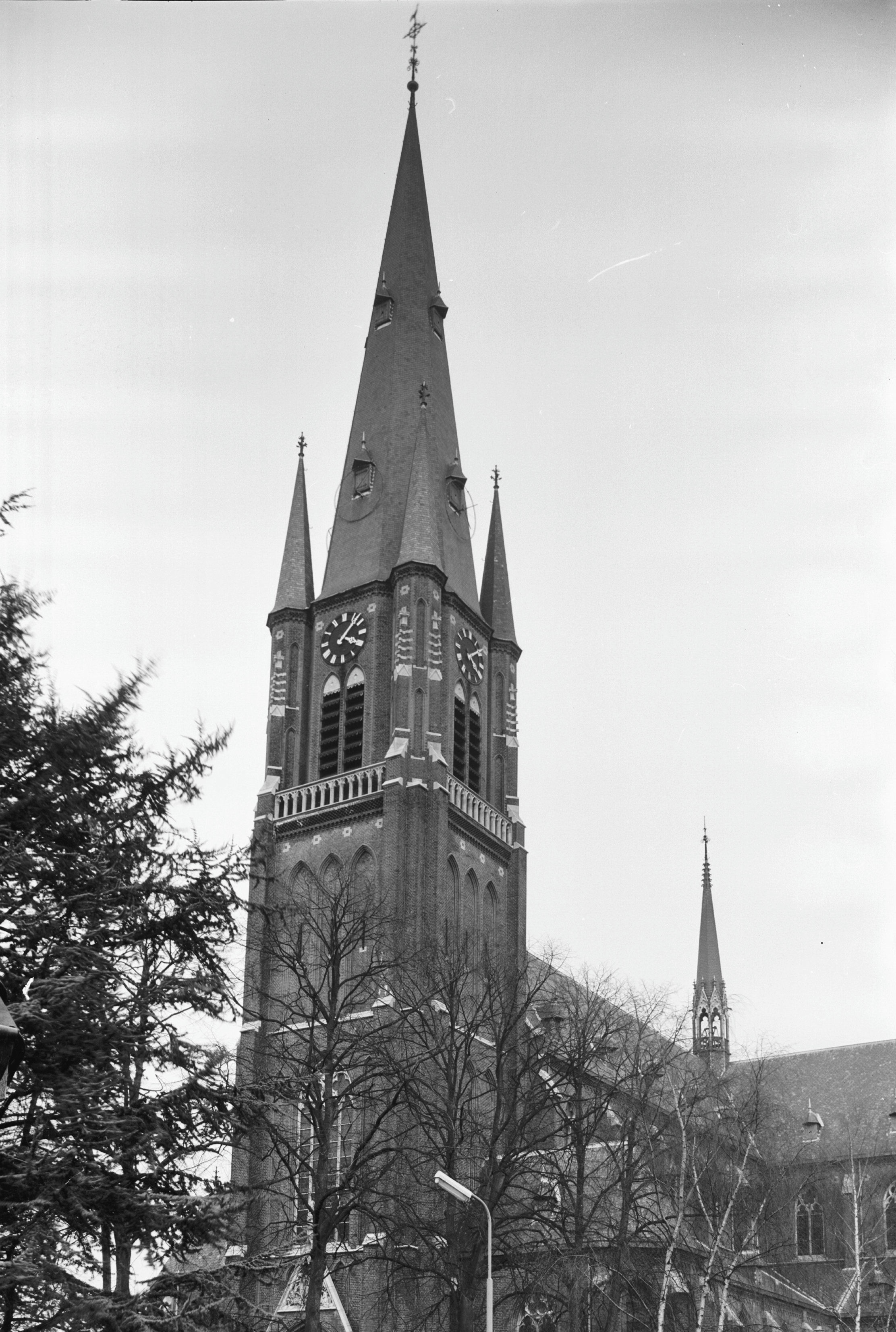
In 1963